# La spiaggia del desiderio (film 1960)
La spiaggia del desiderio (Where the Boys Are) è un film del 1960 diretto da Henry Levin. Il film segna l'esordio di Paula Prentiss. Per il ruolo da protagonista era stata considerata anche Natalie Wood.

## Trama
il raggiungimento della maggiore età è un momento molto importante per quattro studentesse di un'università del Midwest durante le vacanze di primavera. Durante una discussione, Merritt Andrews (Dolores Hart), intelligente e con i piedi per terra, suggerisce che il sesso prematrimoniale dovrebbe essere qualcosa che le giovani donne dovrebbero poter sperimentare. Melanie Tolman (Yvette Mimieux) è romantica ma anche una vera calamita per i ragazzi. Tuggle (Paula Prentiss) spera di trovare un ragazzo che veda in lei anche del fascino e non solo la possibilità di una madre sforna-bambini. Angie (Connie Francis), il maschiaccio della combriccola, che non ha idea di cosa sia il romanticismo, completa il gruppo. Le ragazze si recano insieme a Fort Lauderdale dove il combinarsi delle situazioni metterà le ragazze e le loro convinzioni alla prova. Merritt incontra Ryder Smith (George Hamilton), un giovane di bell'aspetto e studente dell'ultimo anno della Brown University, ma si rende conto di non essere pronta per il sesso. Melanie scopre che Franklin (Rory Harrity), un ragazzo dell'Università di Yale che pensava l'amasse, invece vuole solo fare sesso con lei. Tuggle viene subito attratta da "TV" Thompson (Jim Hutton), uno studente della Michigan State University ma ne ricava una profonda delusione quando il giovane si infatua di Lola Fandango (Barbara Nichols), una ballerina ed attrazione in una discoteca locale. Angie, infine, inizia una relazione con l'eccentrico musicista jazz Basil (Frank Gorshin).
Tutti i problemi legati alle loro relazioni con l'altro sesso di Merritt, Tuggle e Angie, però, scompaiono di fronte a ciò che accade a Melanie dopo che la ragazza si era recata in un motel per incontrare Franklin e invece vi ha trovato un altro ragazzo, Dill (John Brennan), che l'ha violentata. Franklin si era messo, infatti, con un'altra ragazza ma aveva detto al suo amico Dill che Melanie era "facile" e l'aveva mandato al motel al suo posto. Melanie, dopo l'accaduto, sotto shock, riesce a telefonare ad Angie farfugliando il nome del motel, ma poi con i vestiti strappati, attraversa la strada quasi in trance e viene investita da un'auto sotto gli occhi delle sue amiche che la stavano raggiungendo. Melanie viene portata d'urgenza in ospedale. La ragazza se la caverà ma tutte, sfiorate dalle tragedia, decidono di agire in modo più maturo e responsabile.

## Colonna sonora
La canzone principale cantata da Connie Francis nel film, Where the Boys Are, ebbe anche una versione italiana, sempre cantata da Connie, intitolata Qualcuno mi aspetta (n° 1 per cinque settimane nella hit-parade italiana del maggio 1961).